# Jevgeni Klimov
Jevgeni Klimov (Perm, 3 februari 1994) is een Russisch schansspringer en voormalig noordse combinatieskiër. Hij nam tweemaal deel aan de Olympische Winterspelen. 

## Carrière
Klimov begon zijn loopbaan als noordse combinatieskiër. Hij maakte zijn debuut in de wereldbeker in het seizoen 2013/2014. Bij zijn eerste wedstrijd in Kuusamo eindigde hij 30e op de gundersen grote schans. Hij behaalde geen podiumplaatsen in een wereldbekerwedstrijd.
In 2014 nam Klimov een eerste keer deel aan de Olympische Winterspelen. In Sotsji eindigde hij 45e op de gundersen normale schans. Hij nam ook deel aan de landenwedstrijd. Het Russische viertal eindigde op de zevende plaats. 
Vanaf het seizoen 2015/2016 nam Klimov enkel nog deel aan wedstrijden in het schansspringen. Op 22 november 2015 maakte hij zijn debuut in de wereldbeker. In het Duitse Klingenthal eindigde hij bij zeijn debuut op de 32e plaats. Op 4 januari 2017 behaalde hij de derde plaats tijdens de wereldbekerwedstrijd op de normale schans in Innsbruck. 
In 2018 kon Klimov zich plaatsen voor de Olympische winterspelen. Wegens de afwezigheid van Rusland maakte Klimov deel uit van het team van olympische atleten uit Rusland . Op de normale schans eindigde hij op de 30e plaats. Enkele dagen later sprong hij op de grote schans naar de 26e plaats. 

## Belangrijkste resultaten

### Noordse combinatie

#### Olympische Winterspelen
| Jaar | Plaats | Resultaten                                      |
| ---- | ------ | ----------------------------------------------- |
| 2014 | Sotsji | 45e gundersen normale schans 7e landenwedstrijd |

#### Wereldkampioenschappen schansspringen
| Jaar | Plaats        | Resultaten                                     |
| ---- | ------------- | ---------------------------------------------- |
| 2013 | Val di Fiemme | 49e gundersen grote schans 12e landenwedstrijd |

#### Wereldbeker
Eindklasseringen
| Seizoen   | Eindstand |
| --------- | --------- |
| 2013/2014 | 80e       |

### Schansspringen

#### Olympische Winterspelen
| Jaar | Plaats      | Resultaten                                             |
| ---- | ----------- | ------------------------------------------------------ |
| 2018 | Pyeongchang | 30e normale schans 26e grote schans 7e landenwedstrijd |

#### Wereldkampioenschappen schansspringen
| Jaar | Plaats  | Resultaten                                                                                            |
| ---- | ------- | --- |
| 2015 | Falun   | 35e grote schans                                                                                      |
| 2017 | Lahti   | 22e normale schans 20e grote schans 6e landenwedstrijd normale schans 9e landenwedstrijd grote schans |
| 2019 | Seefeld | 35e HS109 18e HS130 7e Team HS109 9e Team HS130                                                       |

#### Wereldbeker
Eindklasseringen
| Seizoen   | Algm | SV  | 4S  | RAW |
| --------- | ---- | --- | --- | --- |
| 2015/2016 | 56e  | -   | 41e |     |
| 2016/2017 | 17e  | 23e | 12e | 40e |
| 2017/2018 | 65e  | -   | 43e | 34e |
| 2018/2019 | 12e  | 10e | 15e | 10e |
| 2019/2020 | 31e  | -   | 30e | 13e |

#### Grand-Prix
Eindklasseringen
| Jaar | Plaats |
| ---- | ------ |
| 2015 | 66e    |
| 2016 | 48e    |
| 2017 | 5e     |
| 2018 | 5e     |
| 2019 | 5e     |

Grand Prix-zeges
| Datum            | Plaats      | Schans      |
| Individueel      | Individueel | Individueel |
| ---------------- | ----------- | ----------- |
| 11 augustus 2018 | Courchevel  | HS135       |